# Fran Palacio
Francisco Palacio Iglesias (Gijón, 23 de mayo de 1983), conocido como Fran Palacio, es un regatista español del Real Club Astur de Regatas.
Comenzó a competir en vela ligera en las clases Cadete y Snipe mientras estudiaba en el Colegio de la Inmaculada con la promoción de 2001, consiguiendo dos campeonatos de España y un subcampeonato de Europa en categoría juvenil de la clase Snipe. Su tripulante a bordo del Snipe durante esta etapa juvenil era Ángela Pumariega. Posteriormente también navegó con Fernando Rodríguez Rivero, con quien ganó varias regatas como el Memorial Carlos del Castillo de 2006.
De la vela ligera saltó a la vela de crucero ganando la X-Cup de la clase X-Yachts con José María van der Ploeg en 2005. En 2010 fue el patrón más joven que participó en la Barcelona World Race con el IMOCA Open 60 "Central Lechera Asturiana", teniendo que retirarse por causa de las averías. En 2013, como tripulante encargado de las labores de trimado del "New Territories" patroneado por el portugués Hugo Rocha, ganó el mundial de la clase J/80, y el campeonato de España. En 2014, también con Hugo Rocha al timón del "New Territories", quedó subcampeón del mundo de la clase SB20, y en 2016, campeón. En 2021 ganó los campeonatos de Europa y de España de la clase J/70 a bordo del "Noticia".

## Premios y galardones
En 2013 fue galardonado con la medalla del Comité  Olímpico Español.